# Timorhonungsfågel
Timorhonungsfågel (Lichmera flavicans) är en fågel i familjen honungsfåglar inom ordningen tättingar.

## Utbredning och systematik
Fågeln förekommer på östra Timor (Små Sundaöarna). Den behandlas som monotypisk, det vill säga att den inte delas in i några underarter.

## Status
IUCN kategoriserar arten som livskraftig.